# Kyllinga nemoralis
Kyllinga nemoralis är en halvgräsart som först beskrevs av Johann Reinhold Forster och Johann Georg Adam Forster, och fick sitt nu gällande namn av James Edgar Dandy, John Hutchinson och John McEwan Dalziel. Kyllinga nemoralis ingår i släktet Kyllinga och familjen halvgräs. IUCN kategoriserar arten globalt som livskraftig. Inga underarter finns listade i Catalogue of Life.

## Bildgalleri

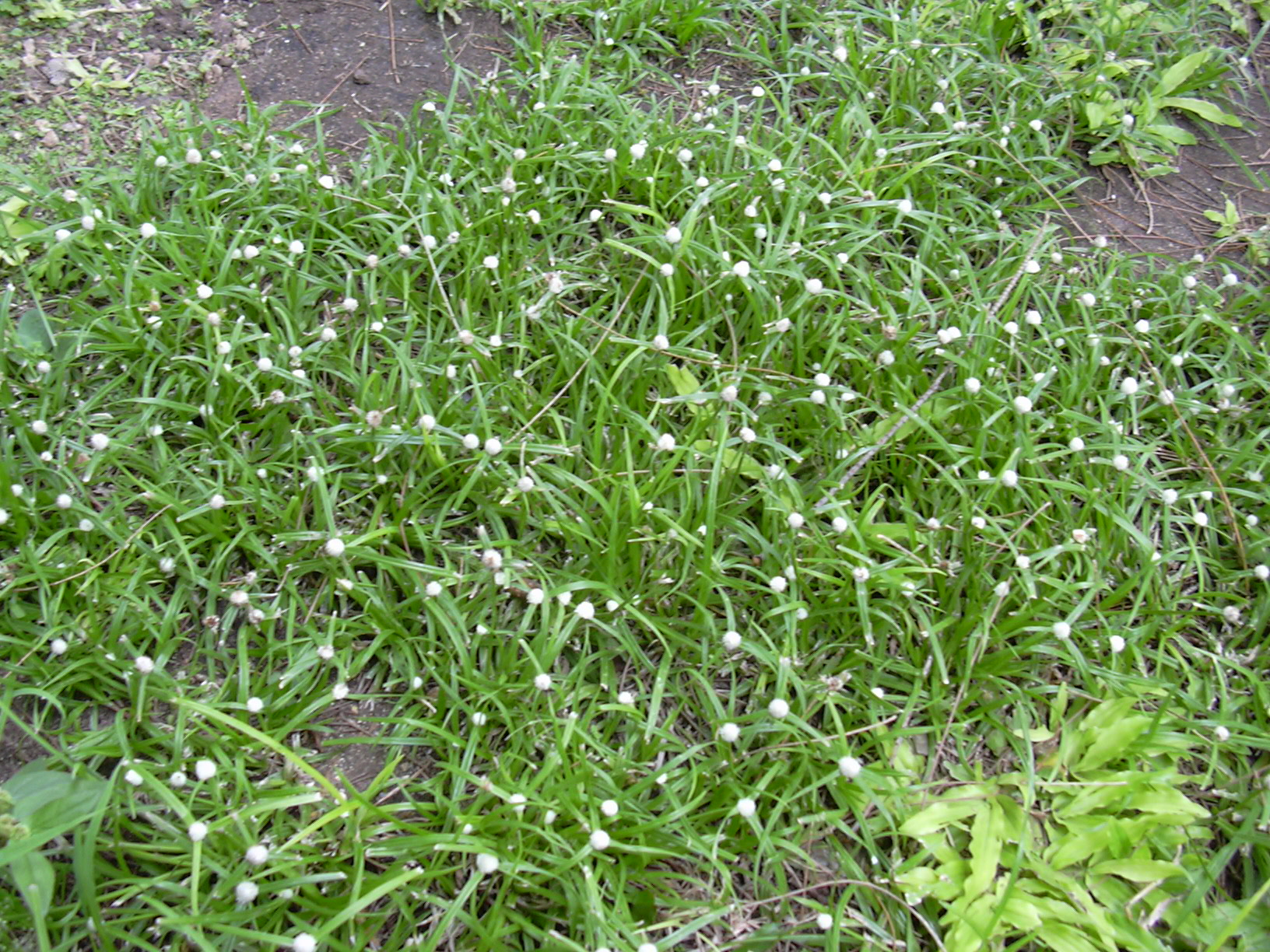
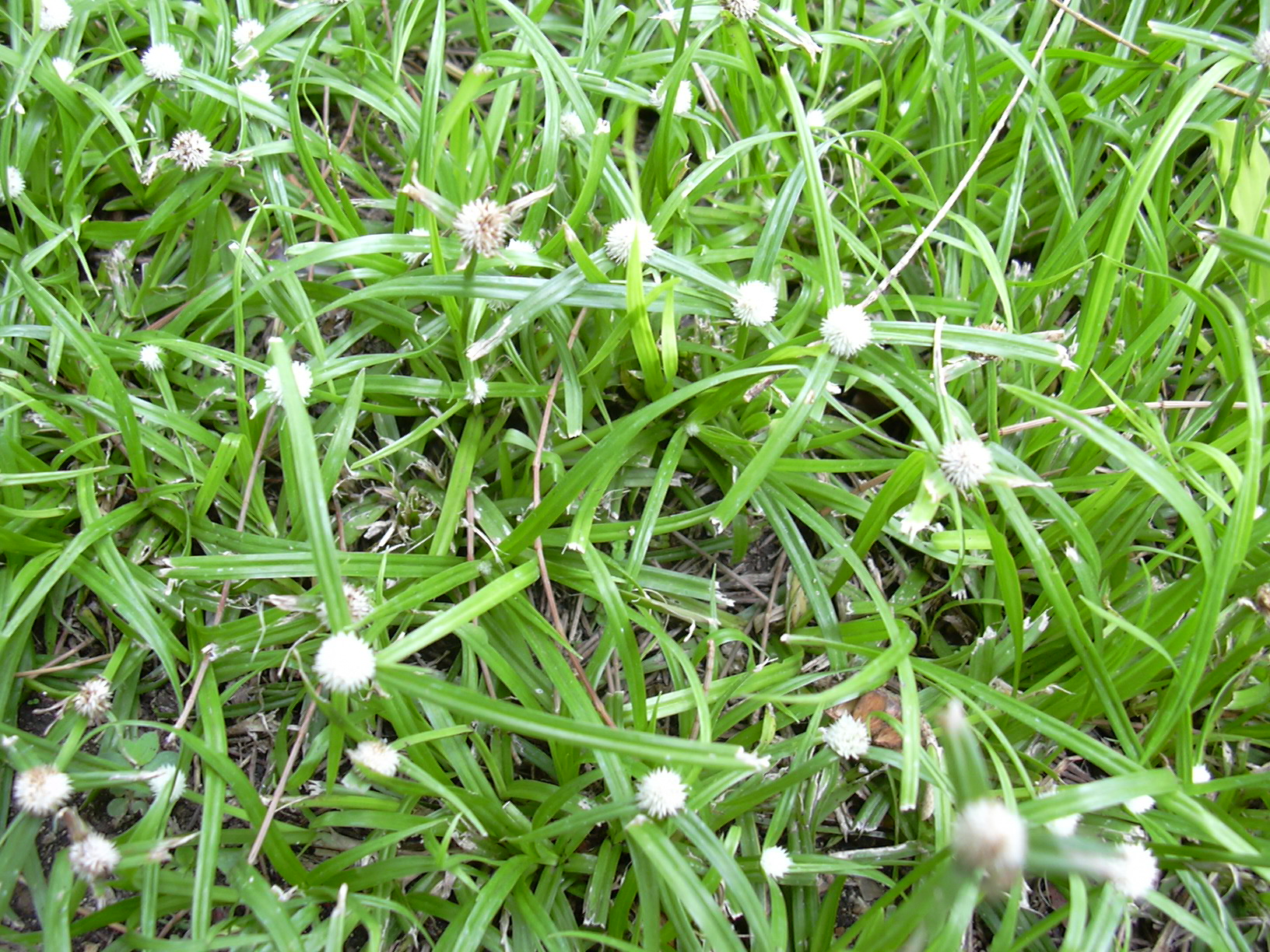
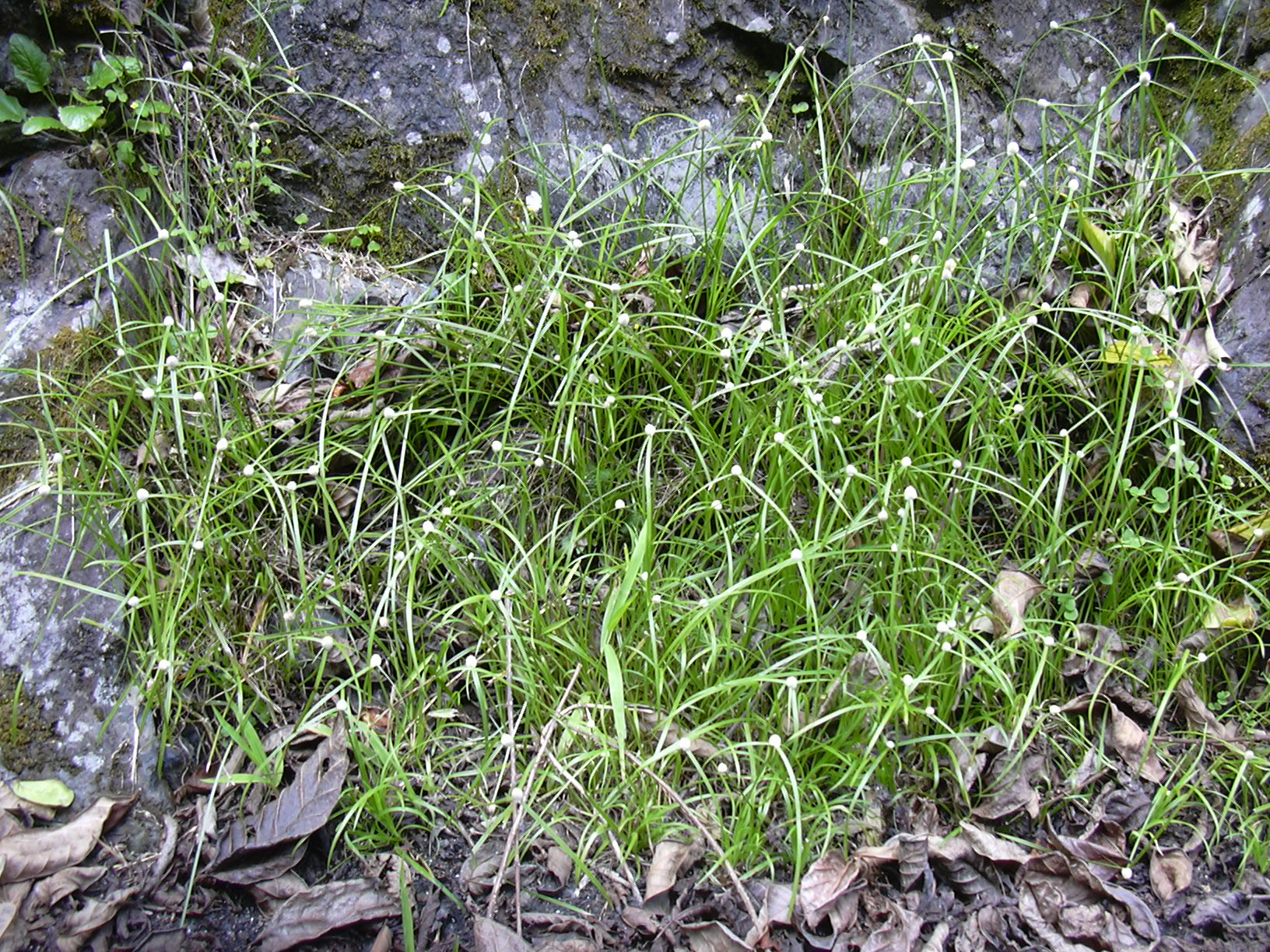
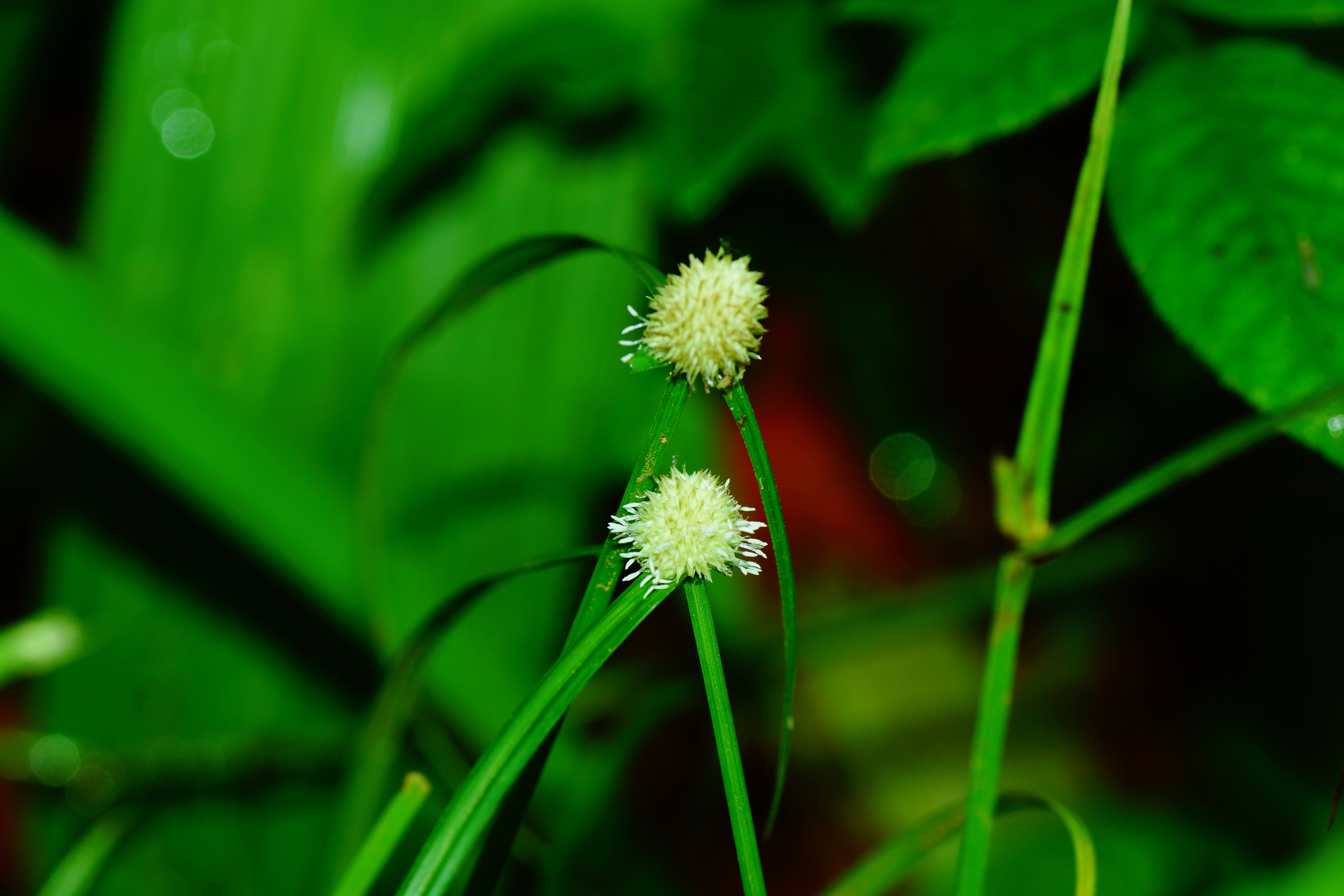